# زاهر بن أحمد السرخسي
أبو علي زاهر بن أحمد بن محمد بن عيسى السرخسي الشافعي (294- 389 هـ / 907- 999 م) فقيه خراسان، وشيخ القراء والمحدثين فيها.

## سيرته
ولد سنة 294 هـ. سمع من: أبو لبيد محمد بن إدريس السامي، وأبو القاسم البغوي، ويحيى بن صاعد، ومحمد بن المسيب الأرغياني، ومحمد بن حفص الجويني، ومؤمل بن الحسن الماسرجسي، وأبو يعلى محمد بن زهير الأبلي، وإبراهيم بن عبد الله العسكري الزبيبي، وعلي بن عبد الله بن مبشر الواسطي، وأبو حامد محمد بن هارون الحضرمي، وأبا علي محمد بن سليمان المالكي البصري، وعدة.
حدَّث عنه: الحاكم، وأبو عثمان إسماعيل بن الصابوني، ومحمد بن أحمد بن محمد بن جعفر المزكي، وأبو عثمان سعيد بن محمد البحيري، والقاضي أبو المظفر منصور بن إسماعيل بن أبي قرة الحنفي، وكريمة المروزية، وخلق سواهم.
قال أبو عبد الله الحاكم النيسابوري: «هو أبو علي السرخسي الشافعي، شيخ عصره بخراسان، سمعت مناظرته في مجلس أبي بكر بن إسحاق الصبغي، وكان قد قرأ على أبي بكر بن مجاهد، وتفقه عند أبي إسحاق المروزي، ودرس الأدب على أبي بكر بن الأنباري، وكانت كتبه ترد علي على الدوام».

## وفاته
توفي السرخسي في شهر ربيع الآخر سنة 389 هـ، وله خمس وتسعون سنة.